# The Young Gods
The Young Gods es una banda suiza de música industrial. La conformación de la banda consiste generalmente de un vocalista, un operador del samples y un baterista. Su instrumentación incluye a menudo guitarras eléctricas sampleadas, baterías, teclados, y otros samples. Las letras de las canciones son una mezcla de inglés, francés y un poco de alemán.
Su nombre fue tomado de uno de los primeros EP de la banda Swans.
La banda ha explorado la música industrial del obscuro New Wave hasta el New Age. The Young Gods obtuvo respeto de importantes bandas como Ministry, Nine Inch Nails y KMFDM. Otros artistas influenciados por The Young Gods incluyen a Mike Patton, Devin Townsend, Econoline Crush y David Bowie. A este último se le preguntó en 1995 si su álbum Outside había sido influenciado por Nine Inch Nails, él contestó: “No. Una banda suiza llamada The Young Gods me influenció”.

## Miembros anteriores y actuales
- Voces: Franz Treichler (aka Franz Muse, el único miembro permanente)
- Teclados Cesare Pizzi, Alain Monod (aka Al Comet, miembro actual)
- Percusiones: Patrice Bagnoud (†) (aka Frank Bagnoud), Urs "Üse" Hiestand, Bernard Trontin (miembro actual)

## Discografía
- The Young Gods (1987)
- L'Eau Rouge (1989)
- Play Kurt Weill (1991)
- T.V. Sky (1992)
- Live Sky Tour (1993)
- Only Heaven (1995)
- Heaven Deconstruction (1996)
- Second Nature (2000)
- Live Noumatrouff, 1997 (2001)
- Six Dew Points (2002)
- Music for Artificial Clouds (2004)
- XXY (2005) - Lo mejor, 2 CD contiene mixes, temas en vivo, covers y obscuridades
- Super Ready/Fragmenté (2007)
- Knock on Wood (2008) Versiones acústicas
- Everybody Knows (2010)

- Datos: Q670335
- Multimedia: The Young Gods / Q670335